# Lauzerte
Lauzerte ist eine französische Gemeinde mit 1.447 Einwohnern (Stand 1. Januar 2022) im Département Tarn-et-Garonne in der Region Okzitanien. Der Ort gehört zum Arrondissement Castelsarrasin und zum Kanton Pays de Serres Sud-Quercy.
Durch den Ort führt der Fernwanderweg GR 65, der weitgehend dem historischen Verlauf des französischen Jakobsweges Via Podiensis folgt. Von der Vereinigung Les plus beaux villages de France wurde Lauzerte zu einem der schönsten Dörfer Frankreichs erklärt.

## Geografie und Verkehr

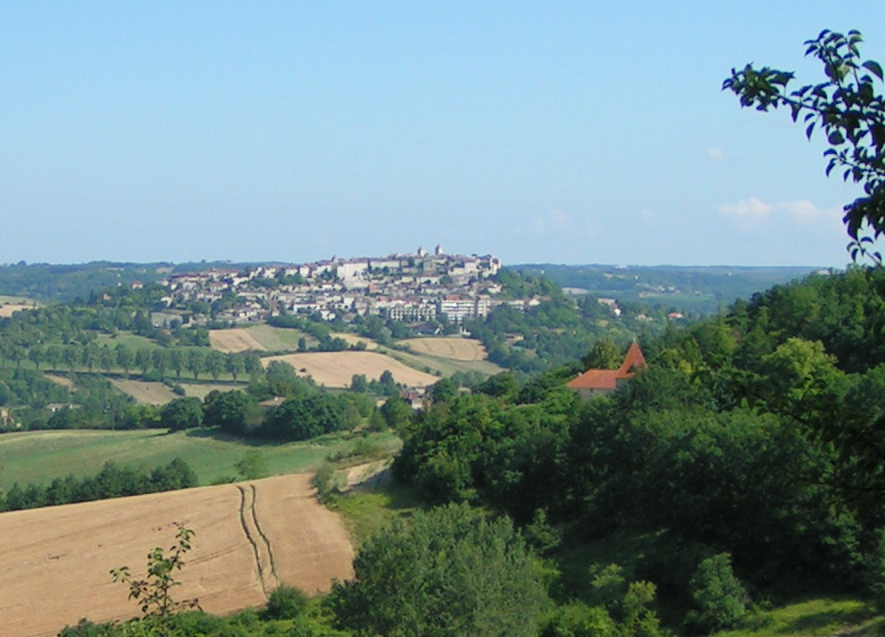
Lauzerte und Umland

Lauzerte liegt im Gebiet Quercy-Blanc. Die Landschaft des Zusammenflusses von Garonne und Tarn ist eine Kalksteinhochfläche, die von vielen Flusstälern durchschnitten wird. Der aus einem mittelalterlichen Wehrdorf hervorgegangene Ort Lauzerte liegt auf einem Hügel zwischen den beiden Flüsschen Barguelonnette und Lendou.
Die nächsten Städte sind Cahors, welche man nordöstlicher Richtung, über die D653 nach circa 38 Straßenkilometern erreicht, sowie Moissac, welche man in südwestlicher Richtung, über die Strecke D2 – D957 nach circa 23 Straßenkilometern erreicht. Die nächsten französischen Großstädte sind Toulouse (76 km) im Südosten, Bordeaux (152 km) im Nordwesten und Montpellier (231 km) im Südosten. An das französische Fernstraßennetz ist Lauzerte über die A62 Toulouse-Nord – Bordeaux und die Ausfahrten 8 (Valence-d’Agen) oder 9 (Castelsarrasin) angebunden.
Der nächste Bahnhof befindet sich in Moissac und der nächste internationale Flughafen ist der Flughafen Toulouse-Blagnac.

## Geschichte
In der gallo-römischen Zeit war der Hügel von Lauzerte ein befestigter Ort der Gallier. Der Name des Ortes soll sich aus dem lateinischen Namen für Laterne Lucerna herleiten, da der Ort wie ein Licht von weitem sichtbar ist.
Lauzerte wird im späten 12. Jahrhundert durch die Grafen von Toulouse als Wehrdorf gegründet und später zur Bastide ausgebaut, um als einer der befestigten Orte das Vordringen der Engländer während des Hundertjährigen Krieges zu stoppen. So bewachte der Ort die Straße zwischen Cahors und Moissac. Trotzdem wurde Lauzerte sowohl im Hundertjährigen Krieg als auch während der Religionskriege teilweise zerstört und geplündert.
Ab dem 15. Jahrhundert erlebt Lauzerte eine Blütezeit durch den Sitz des Berufungsgerichts, welches für Hunderte von Gemeinden zuständig war und das bis ins 18. Jahrhundert wirkte. Eine weitere Quelle des Wohlstands war die wirtschaftliche Kontrolle über die umliegenden Ortschaften und die Betreuung der Pilger auf der Via Podiensis.

## Jakobsweg (Via Podiensis)
Im Ort gibt es drei Pilgerherbergen (französisch: Gîte d’étape), Hotels und Privatzimmer (französisch: Chambre d’hôtes), sowie einen Campingplatz und eine Touristeninformation.
Der Weg führt weiter durch die Hügellandschaft von Tarn und Garonne nach Moissac, der aus kulturell-historischer Sicht nach Conques wichtigsten Station der Via Podiensis. Weitere Unterkünfte auf dem Weg nach Moissac befinden sich in Durfort-Lacapelette und Saint-Martin-de-Durfort. Als Straßenverbindung führt die Strecke D2 – D16 nach Moissac.

## Sport
Im Jahr 2022 führte die 19. Etappe der 109. Austragung der Tour de France durch die Gemeinde Lauzerte. Auf der Rue de la Mairie wurde nahe dem Place des Cornières mit der Côte de la cité médiévale de Lauzerte (235 m) eine Bergwertung der 4. Kategorie abgenommen. Sieger der Bergwertung war der Slowene Matej Mohorič.

## Sehenswürdigkeiten

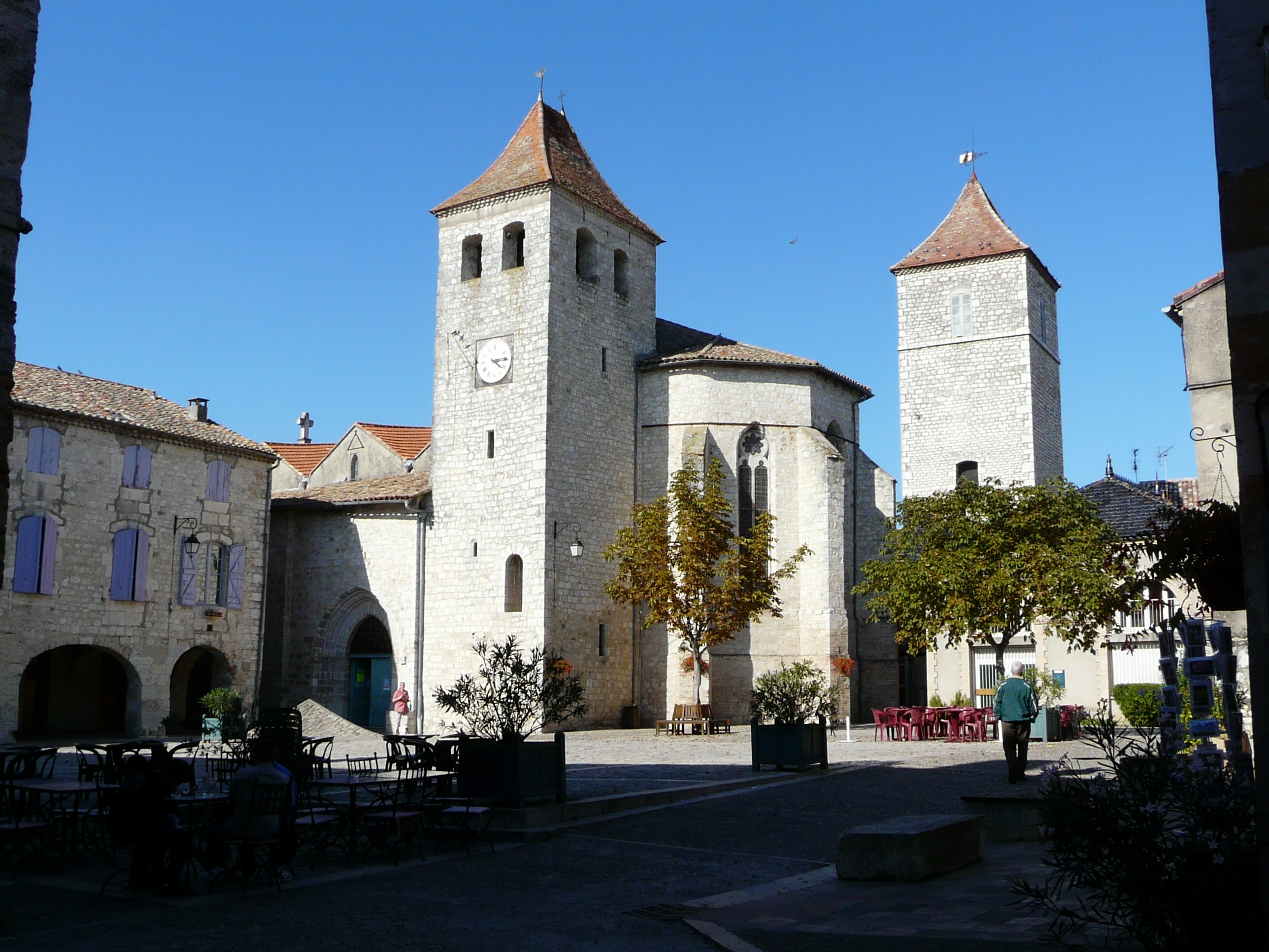
Kirche Saint-Barthélemy mit Apsis

- Der historische Teil von Lauzerte gruppiert sich um den Marktplatz mit der Kirche Saint-Barthélemy aus dem 13. Jahrhundert. Im 16. Jahrhundert wird sie grundlegend umgebaut und erweitert. Viele mittelalterliche und aus der Zeit der Renaissance stammende Häuser umrahmen, auf Arkaden stehend, den Marktplatz.
- Die Kirche Saint-Barthélemy liegt im oberen Teil des Ortes am Marktplatz. Die ältesten Teile der Kirche stammen aus dem 14. Jahrhundert. Von 1591 bis 1654 wird sie um eine fünfeckige Apsis und sechs Kapellen erweitert. Das hölzerne Altarbild der Maria wird als barockes Meisterwerk eingeschätzt.
- Die Kapelle Chapelle de l’hospice wurde 1830 wieder aufgebaut und begrüßt heute die Pilger der Via Podiensis.
- Die Kirche L’église des Carmes am Fuß des Ortes ist Teil des ehemaligen Karmeliter-Klosters, das hier im 14. Jahrhundert gegründet wurde. Die einschiffige Kirche wurde nach ihrer Zerstörung 1673 wieder aufgebaut.
- Das Kapuzinerkloster aus dem 12. Jahrhundert war noch bis zur Französischen Revolution im Jahre 1789 in Betrieb.